# Taksonomia
Taksonomia (gr. τάξις táksis „układ, porządek” + νόμος nómos „prawo”) – poddyscyplina systematyki organizmów, nauka o zasadach i metodach klasyfikowania, w szczególności o tworzeniu i opisywaniu jednostek systematycznych (taksonów) i włączaniu ich w układ kategorii taksonomicznych
Niekiedy słowem tym określa się określony podział (układ) systematyczny danej grupy organizmów. Termin „taksonomia” – początkowo zdefiniowany przez de Candolle'a (1813) jako nauka o teorii klasyfikacji organizmów – jest bliskoznaczny z terminem „systematyka”, który w pierwotnej definicji odnosił się do zastosowań praktycznych tej klasyfikacji. W 1969 Ernst Mayr zdefiniował taksonomię jako teorię i praktykę klasyfikacji. Niektórzy naukowcy synonimizują terminy „taksonomia” i „systematyka”.
Historycznie taksonomia wywodzi się z prób usystematyzowania gatunków biologicznych, ale jej metody mogą być stosowane także do przedmiotów badań innych nauk. Również z powodów historycznych wyróżnia się dwie gałęzie taksonomii:
- taksonomia fenetyczna – opierająca się na relacjach podobieństwa między klasyfikowanymi obiektami.
- taksonomia filogenetyczna – opierająca się na relacjach pokrewieństwa klasyfikowanych obiektów.

Metody taksonomii fenetycznej można zastosować wszędzie tam, gdzie można stosować metody statystyczne np. w biologii, medycynie, naukach społecznych.
Metody taksonomii filogenetycznej mogą być stosowane tylko do takich obiektów, dla których możliwe jest zdefiniowanie relacji pokrewieństwa. Są to przede wszystkim organizmy żywe oraz ich geny, ale mogą też być memy lub ogólniej zbiory replikatorów, np. języki. Metody filogenetyczne stosowane są w informatyce do analizy wyników działania algorytmów genetycznych.
Nomenklaturę, czyli zasady tworzenia i stosowania nazw systematycznych, określają specjalne kodeksy nomenklatoryczne. Tworzone są one odrębnie dla bakterii, zwierząt oraz roślin i grzybów, tak że w efekcie istnieje odrębna nomenklatura botaniczna, zoologiczna i dotycząca bakterii.